# JS Tahoua
Jeunesse Sportive de Tahoua, auch als JS Tahoua bekannt, ist ein nigrischer Fußballverein mit Sitz in Tahoua. Aktuell spielt der Verein in der ersten Liga.

## Erfolge
- Ligue Nationale: 2020/21 (Gruppe B)

## Stadion
Der Verein trägt seine Heimspiele im Stade Régional de Tahoua in Tahoua aus. Das Stadion hat ein Fassungsvermögen von 5000 Personen.